# Основное лекарство
Основные лекарства, официально основные лекарственные средства (англ. Essential medicines), согласно определению Всемирной организации здравоохранения (ВОЗ), являются лекарственными средствами, которые «удовлетворяют приоритетные потребности населения в области здравоохранения». Это лекарства, к которым люди должны всегда иметь доступ в достаточном количестве. Их цены должны быть на общедоступных уровнях.
ВОЗ опубликовала примерный перечень основных лекарственных средств. Каждой стране рекомендуется составлять собственные списки с учётом местных средств. Более 150 стран опубликовали официальный список основных лекарственных средств. Этот список основных лекарств позволяет органам здравоохранения, особенно в развивающихся странах, оптимизировать фармацевтические ресурсы.
Лекарственных средства выбираются в качестве основных на основе того, насколько распространено то или иное заболевание, наличия доказательств пользы, степени побочных эффектов и стоимости по сравнению с другими вариантами. Экономическая эффективность является предметом споров между производителями (фармацевтическими компаниями) и покупателями лекарств (национальными службами здравоохранения). Предполагается, что доступ к основным лекарствам может спасти 10 миллионов человек в год.
Доступ к основным лекарствам является частью Целей в области устойчивого развития, в частности, цели 3.8. Ряд организаций, имеющих глобальный охват, используют этот список, чтобы определить, какие лекарства они будут поставлять.

## История
Определение понятия «основные лекарственные средства» изменилось с течением времени. Первоначальное определение ВОЗ 1977 года заключалось в том, что они были лекарствами «первостепенной важности, базовыми, незаменимыми и необходимыми для нужд населения в области здравоохранения». В 2002 году определение было изменено на: «К основным лекарствам относятся те, которые удовлетворяют приоритетные потребности населения в сфере здравоохранения». Это и остаётся текущим определением на 2019 год.